# Кодр (мифология)
Кодр (др.-греч. Κόδρος) — сын Меланфа, мифический царь Аттики (1089—1068 году до н. э.), живший во времена переселения дорийцев. По мнению Страбона, имел варварское имя. Был женат на афинянке.
По преданию, оракулом было предсказано, что дорийцы не завоюют Аттику, если погибнет её царь. После этого Кодр, переодевшись дровосеком, отправился в дорийский лагерь, завязал там драку и был убит на Илиссе. Юстин указывает, что Кодр ранил серпом вражеского воина; согласно Первому ватиканскому мифографу Кодр руганью побудил воина его убить. Именуется «царь-лесоруб». Войско пелопоннесцев ушло из Аттики, но заняло область Мегар. Смерть Кодра хронографами обычно относится к 1068 году до н. э..
Жители Аттики решили больше не иметь царей, а выбирать пожизненных архонтов. Первым из них был сын Кодра, Медонт. По словам Аристотеля, потомки Кодра добровольно уступили часть своих почётных прав архонтам, и случилось это при Медонте, по другим — при Акасте. Его потомки назывались кавконами и правили в ионийских городах. От него пошёл род Кодридов. Предок Солона и Платона (по матери от Нелея, по отцу от Кодра).
Неоднократно упоминается последующими авторами. Согласно Платону, умер ради царства детей, по Аристотелю, ради свободы отечества. Его статуя в Дельфах.